# 芸術競技
芸術競技（げいじゅつきょうぎ）とは、かつて近代オリンピックで採用されていたオリンピック競技の一つ。種目は絵画、造形、文学、建築、音楽があり、スポーツを題材にした芸術作品を制作し採点により順位を競うものであった。

## 概説

### 採用の理由
古代オリンピックは神を讃えるという信仰的要素が強いものであり、その点で、スポーツは強く美しい肉体で神を表現することから生まれたものであり、芸術表現も同じく神を表現する一手段であった。また、近代オリンピックにおいてもその理念として「肉体と精神の向上の場」が掲げられており、クーベルタン男爵の希望もあり芸術競技が採用された。

### 実施された大会
1912年ストックホルムオリンピックから1948年ロンドンオリンピックまで合計7回の大会で正式競技として実施された。1928年アムステルダムオリンピックでの優勝者は、ポーランドの詩人カジミェシュ・ウィルチンスキーであった。

### 正式競技から外れた理由
芸術競技については、当時の輸送技術では建築や音楽・文学を除く美術作品の移動に関してスケジュールの調整や品質の管理が難しいことに加え、客観的な基準をもって採点を行うことが困難であり、しばしば恣意的な判定があったのではないかとの批判が生じたこと、参加する選手の多くがプロの芸術家だったことや展示された作品を転売することがアマチュアの精神に反する事などが理由として、1952年ヘルシンキオリンピックで、芸術競技の開催を主催者側に拒否され、芸術競技の開催は終了した。
これらのうち採点に関する問題については、現在のオリンピックにおけるフィギュアスケート、アーティスティックスイミング等の芸術的要素が重視される競技においても議論の的になっている。芸術競技はそうした背景から、近代オリンピックが「世界的な祭典」からより純粋にトップアスリートの競技の場として変貌していくなかでそぎ落とされたものともいえる。

## 日本人選手
日本人選手は1932年のロサンゼルスオリンピック、1936年のベルリンオリンピックの2回参加している。一般のスポーツの国内競技団体に該当する団体として「大日本体育芸術協会」（現在の日本スポーツ芸術協会）があり作品募集・国内予選を行っていた。
- 1932年ロサンゼルスオリンピック - 出展41名、46作品：絵画（日本画、洋画、版画）33点、造形10点、建築3点[2][3]
  - 建築種目・海外の部
    - 小林政一 「水泳場（神宮プール）」「野球場（神宮球場）」 選外
    - 石原憲治 「国際文化都市」 選外

  - 絵画種目・西洋画部門
    - 小杉放庵 「ラグビーの一構図」[2][4]選外

  - 絵画種目・版画部門　
    - 長永治良 「蟲（むし）相撲」　佳作
    - 深沢索一 「明治神宮野球場早慶戦ノ日 [昭和6年] 」 選外
    - 棟方志功 「ウォーミングアップ」「競馬」 選外
    - 川上澄生 「野球大会之図」 選外
    - 前川千帆 「ラグビー」 選外[5]
    - 恩地孝四郎 「瞬間」 選外[6]
    - 金山平三「氷滑り」 選外
    - 山口進「東宮賜杯を持てる織田幹雄氏像」 選外
    - 川西英「甲子園野球大会入場式之図」「神戸東遊園地蹴球」 選外

  - 絵画種目その他出展者：榎本千花俊、池部鈞、神津港人、南薫造
  - 造形種目
    - 日名子実三 「ラグビー」 選外 - 大分県立美術館所蔵[7]
    - 長谷川義起「円盤投げ」選外[8]
    - 北村西望「The Repose」（ボクシング） 選外
    - 造形種目その他出展者：藤井浩佑、武井直也
- 1936年ベルリンオリンピック - 出展68名、84作品：絵画（日本画、洋画、版画）63点、造形11点（工芸2点含む）、建築5点、音楽5点[2][9]
  - 建築種目
    - 内田祥三「プール」「球場」 選外
    - 岸田日出刀「日本のゴルフ」（クラブハウス）[10]選外
    - 石川純一郎「野球塔」「野球塔設計図」選外[11]

  - 絵画種目（絵画部門）
    - 加藤栄三「水泳」 選外
    - 山田申吾「釣り」 選外
    - 藤田隆治「氷上ホッケー（アイスホッケー）」※油彩部門 銅メダル - 作品はナチスに買い上げられた後に行方不明になったが、後に復刻された[2]
    - 東山新吉（魁夷）「少年氷走」（スケート）[2]選外　
    - 鈴木朱雀「古典的競馬」※水彩部門 銅メダル
    - 高田力蔵「二ツのフオルム」 選外　
    - 中村琢二「薙刀」選外
    - 倉田三郎「ドリブル前」[12]※油彩部門 選外 - たましん地域文化財団所蔵
    - 海老原喜之助 「パチナージユ」 選外

  - 絵画部門（版画部門）
    - 石井鶴三「水泳」「雨中競争」 選外
    - 猪熊弦一郎「射的」 選外
    - 硲伊之助「櫓」 選外
    - 脇田和「オリンピツクの眺」 選外
    - 川上澄生「村童野球戯の図」 選外
    - 棟方志功「市民体操」（体操）「合同競争」（長距離走）[2]選外
    - 山口進「鉄槌投」[7]選外 - 須坂版画美術館所蔵
    - 前川千帆「ジヤンプ」（走り幅跳び） 選外　
    - 深沢索一「タツクル」「相撲」選外　
    - 小磯良平「学生相撲」2作 選外
    - 小林朝治「スケート」[7]選外 - 須坂版画美術館所蔵
    - 佐藤敬「スキー」 選外

  - 造形種目（彫塑部門）
    - 長谷川義起「横綱両構」[13]選外佳作 「国技（押さば押せ）[7]」「ゴルフ」 選外
    - 池田勇八「スタート地点へ」[14]選外
    - 畑正吉「スタート」[15]選外 - 秩父宮記念スポーツ博物館所蔵[7]
    - 日名子実三「木練坊」「流鏑馬」 選外

  - 造形種目（工芸(Relief)部門）
    - 長谷川義起「仕切」 選外

  - 音楽種目（作曲） 
    - 江文也「台湾の舞曲」[16]選外佳作
    - 山田耕筰「陸軍行進曲」[16]選外
    - 諸井三郎「オリムピックからの３つの断片」[16]選外
    - 箕作秋吉「壮んな夏」[16]　選外
    - 伊藤昇「スポーツ・ニッポン」[16]　選外

## 芸術競技のその後
1952年ヘルシンキオリンピック以降は、オリンピック精神に則り競技ではなく文化プログラムとしての芸術展示が行われるようになった。このような芸術展示を行うことは、オリンピック憲章にも定められている。

### 1964年東京オリンピックでの芸術展示
1964年に開催されたオリンピック東京大会では、「芸術展示」として、A美術部門: 古美術、近代美術、写真、スポーツ郵便切手、B芸能部門: 歌舞伎、人形浄瑠璃、雅楽、能楽、古典舞踊・邦楽、民俗芸能、の企画が行われた。こうした日本古来の芸術のほかに、現代美術、演劇、クラシック音楽などの分野の企画が「協賛芸術展示」として実施された。このうちクラシック音楽にあたるNHK交響楽団演奏会は次の通りである。

#### オリンピック東京大会協賛芸術展示 NHK交響楽団特別演奏会
- 1964年10月10日 東京文化会館 指揮: 岩城宏之
  ベートーヴェン: 序曲「レオノーレ」 第3番、黛敏郎: 音楽の誕生、ブラームス: 交響曲 第2番
- 1964年10月15日 東京文化会館 指揮: 若杉弘
  ラモー: バレエ組曲「カストールとポリュックス」より、入野義朗: 交響曲 第2番、ベルリオーズ: 幻想交響曲
- 1964年10月19日 東京文化会館 指揮: 岩城宏之
 武満徹: 弧 第2部「テクスチュアズ」、ストラヴィンスキー: バレエ組曲「火の鳥」、チャイコフスキー: 交響曲第5番
- 1964年10月23日 東京文化会館 指揮: 外山雄三
  ドヴォルザーク: 交響曲 第9番「新世界から」、三善晃: 管弦楽のための協奏曲、ファリャ: バレエ組曲「三角帽子」第2部

## 関連資料
- 「第十一回オリンピック芸術競技参加報告」大日本体育芸術協会編（1936）
- 「もう一人のフジタ　メダリスト画家・藤田隆治」井田敏（1995）
- 「近代オリンピックにおける芸術競技の考察──芸術とスポーツの共存（不）可能性をめぐって」吉田寛（美学会編『美学』226号、2006）
- 大日本体育芸術協会『オリンピック芸術競技参加報告 第11回(昭和11年)』大日本体育芸術協会、1934年9月。NDLJP:1230322。